# St. Suitbert (Rheinbrohl)

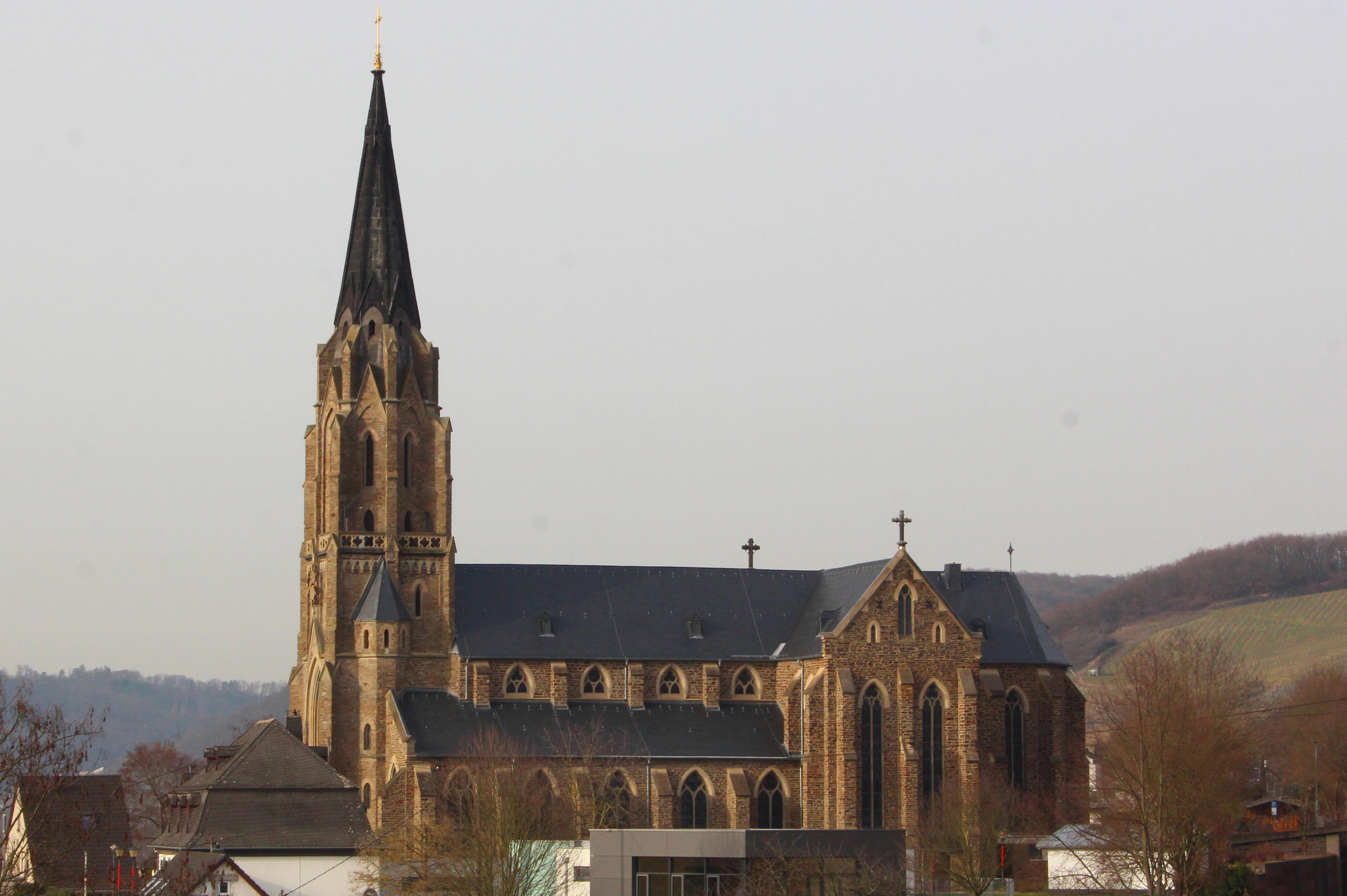
Pfarrkirche St. Suitbert

St. Suitbert ist eine römisch-katholische Pfarrkirche in der Ortsgemeinde Rheinbrohl im Landkreis Neuwied in Rheinland-Pfalz.

## Geschichte und Ausstattung
Die neugotische Kirche wurde in den Jahren von 1852 bis 1856 erbaut nach Entwurf des späteren Kölner Dombaumeisters Vincenz Statz, eines der bedeutendsten und einflussreichsten Vertreter der Neugotik im Rheinland.
Nachdem vor dem Einzug der US-Armee im März 1945 ein schwerer Bombenangriff den Chor mit Hochaltar zerstört hatte, wurde die Kirche 1946 wiederhergestellt. Der von Breslau nach Rheinbrohl geflüchtete Pater August Nierling, der neben seinem Theologiestudium auch ein Studium der Malerei und Bildhauerei abgeschlossen hatte, kümmerte sich um den Wiederaufbau des Hochaltars und entwarf neben zahlreichen Tonfiguren auch die Kreuzigungsgruppe mit überlebensgroßen Figuren. Diese wurde zunächst als Rückwand auf dem erhaltenen Altartisch aufgestellt und am 1. September 1946 feierlich eingesegnet. Da jedoch dieser Standort wegen der übergroßen Figuren bei den Kirchenbesuchern von Anfang an umstritten war, wurde das Kunstwerk 1954 im Rahmen einer umfassenden Kirchenrenovierung in den Außenbereich der Kirche versetzt, neben den Eingang zum linken Querschiff zwischen zwei alten Grabsteinen. An dem ebenfalls 1946 entstandenen, aus Metall gefertigten Hochkreuz sieht man den leidenden Christus mit Dornenkrone, darunter die Gottesmutter Maria und den heiligen Johannes.
Ein weiteres Kunstwerk, eine Madonnenfigur im Kircheninnern, stammt aus dem Privatbesitz von Pater Nierling.
Am 26. Oktober 2019 wurde im Rahmen einer feierlichen Vigil eine Reliquie des heiligen Suitbert in die Pfarrkirche überführt. Einen Tag später wurden der neue Altar geweiht, der neue Ambo gesegnet und die neuen Sedilien erstmals in Gebrauch genommen. Weihbischof Jörg Michael Peters zelebrierte die Weiheliturgie.

## Denkmalschutz
Die Pfarrkirche St. Suitbert ist in der Liste der Kulturdenkmäler in Rheinbrohl verzeichnet.